# Ernesto Arín
Ernesto Arín Prado (1875-Barcelona, 1937) fue un militar español, gobernador civil de Valencia poco después del fracasado golpe de Estado que dio inicio a la Guerra Civil.
Antes del conflicto tenía el grado de coronel del arma de infantería, y durante la Segunda República se afilió a la Unión Militar Republicana Antifascista. A pesar de que estaba retirado, al producirse el golpe de Estado del 18 de julio de 1936 en Valencia apoyó a las autoridades republicanas y presidió el Comité Ejecutivo Popular de Valencia conjunto entre la Unión General de Trabajadores (UGT) y Confederación Nacional del Trabajo (CNT) que organizó la resistencia antifascista en Valencia, al tiempo que se encargaba de organizar las primeras columnas militares que se dirigieron a la defensa de Madrid. Entre agosto y septiembre de 1936 fue gobernador civil interino de la provincia de Valencia y en abril de 1937 fue destinado a la IV División Orgánica del Ejército Popular de la República.